# Səid Nəcəfzadə
Səid Nəcəfzadə (14 de enero de 1999) es un deportista azerbaiyano que compite en atletismo adaptado. Ganó dos medallas en los Juegos Paralímpicos de Verano, bronce en Tokio 2020 y oro en París 2024.

## Palmarés internacional
| Juegos Paralímpicos | Juegos Paralímpicos | Juegos Paralímpicos | Juegos Paralímpicos   |
| Año                 | Lugar               | Medalla             | Prueba                |
| ------------------- | ------------------- | ------------------- | --------------------- |
| 2020                | Tokio (Japón)       | Medalla de bronce   | Salto de longitud T12 |
| 2024                | París (Francia)     | Medalla de oro      | Salto de longitud T12 |